# Isola del Cantone
Isola del Cantone je italská obec v provincii Genova v oblasti Ligurie.
V roce 2012 zde žilo 1 542 obyvatel.

## Sousední obce
Arquata Scrivia (AL), Busalla, Grondona (AL), Mongiardino Ligure (AL), Roccaforte Ligure (AL), Ronco Scrivia, Vobbia, Voltaggio (AL)

## Vývoj počtu obyvatel
Zdroj: 